# The Guerrilla
The Guerrila és una pel·lícula muda de la Biograph dirigida per D. W. Griffith i protagonitzada per Arthur V. Johnson i Dorothy West. Estrenada el 13 de novembre de 1908, es la primera vegada que Griffith tracta el tema de la Guerra Civil dels Estats Units.

## Argument
Un soldat de la Unió s’acomiada de la seva xicota. Mentrestant, un soldat confederat membre d’una partida de guerrillers es posa un uniforme un uniforme de la Unió i truca a la mansió de la noia. L’home no és benvingut i es produeix una tensa sèrie d'escenes en que ella rebutja els avenços del soldat borratxo mentre van d'una habitació a una altra. La noia aconsegueix escriure un missatge i el lliura al seu criat negre. Aquest aconsegueix lliurar la nota al seu amant, tot i que això li suposa morir. Hi ha una llarga persecució però al final la noia és rescatada de les urpes del soldat borratxo.

## Repartiment
- Arthur V. Johnson (Jack Stanford)
- Dorothy West (Dorothy)
- George Gebhardt (soldat confederat)
- Charles Inslee (criat)
- Owen Moore
- Harry Myers
- Herbert Yost (soldat confederat/soldat de la unió)
- Mack Sennett (soldat confederat/soldat de la unió)
- Harry Solter (soldat confederat/soldat de la unió)